# جان هاین
جان هاین (انگلیسی: John Hein; ۲۷ ژانویهٔ ۱۸۸۶ – ۲۹ اوت ۱۹۶۳) کشتی‌گیر اهل ایالات متحده آمریکا بود.